# Ernest Ebongué
Ernest Lottin Ebongué (ur. 15 maja 1962 w Jaunde) – piłkarz, występował na pozycji pomocnika.

## Życiorys
Ebongué zaczynał w Tonnerre Jaunde. W 1987 roku był zawodnikiem AS Béziers. Następnie grał w takich klubach jak: US Fécamp, Vitória Guimarães, Varzim SC, CD Aves, União Coimbra, SC Lamego, Persma Manado, Pupuk Kaltim i ASK Kottingbrunn.
Dostał powołanie na Mistrzostwa Świata 1982, jednak nie zagrał na nich ani jednego meczu, cały turniej siedząc na ławce rezerwowych. Był w kadrze na Letnie Igrzyska Olimpijskie 1984, jednak reprezentacja Kamerunu nie wyszła nawet z grupy, wygrywając tylko mecz z Irakiem 1:0. Grał w eliminacjach do Mistrzostw Świata 1994. Strzelił gola w meczu z Zairem (dziś Demokratyczna Republika Konga), 10 stycznia 1993, a mecz zakończył się wynikiem 2:1 dla "Nieposkromionych Lwów".